# Phare de Ryvingen
Le phare de Ryvingen (en norvégien : Ryvingen fyrstajon) est un phare côtier situé sur l'île Låven, en mer du Nord. Il fait partie la commune de Lindesnes, dans le Comté de Vest-Agder (Norvège). Il est géré par l'administration côtière norvégienne (en norvégien : Kystverket). L'île se trouve à environ cinq kilomètres au sud-est de la ville de Mandal, marquant le côté est du fjord menant à Mandal. Le côté ouest du fjord est marqué par le phare de Hatholmen. Il est classé patrimoine culturel par le Riksantikvaren (en)

## Historique
Le phare se trouve juste au sud de l'île de Skjernøy et au nord-ouest de l'écueil de Pysen (la partie la plus méridionale de la Norvège). Le phare de Ryvingen a été allumé pour la première fois en 1867 et il a été automatisé en 2002, et est classé site historique protégé. En 2002, il a été transféré à la ville de Mandal qui a restauré les bâtiments et les a rendus disponibles pour l'hébergement de nuit,.
Le phare cylindrique en fonte mesure 22,5 mètres de haut. Il est peint en rouge avec une bande horizontale blanche qui l'entoure. La lumière se trouve à une altitude de 52 mètres. La lumière de 996.500 candelas émet quatre flashs blancs toutes les 40 secondes. Le phare émet également un signal Racon sous la forme de la lettre de code morse M (− − ). Le phare est attaché à un bâtiment de quartiers d'équipage d'un étage et demi qui est maintenant disponible pour des locations de nuit. L'île n'est accessible que par bateau.

## Caractéristiques dufeu maritime
Identifiant : ARLHS : NOR-191 ; NF-079000 - Amirauté : B3014 - NGA : 1572.

### Galerie

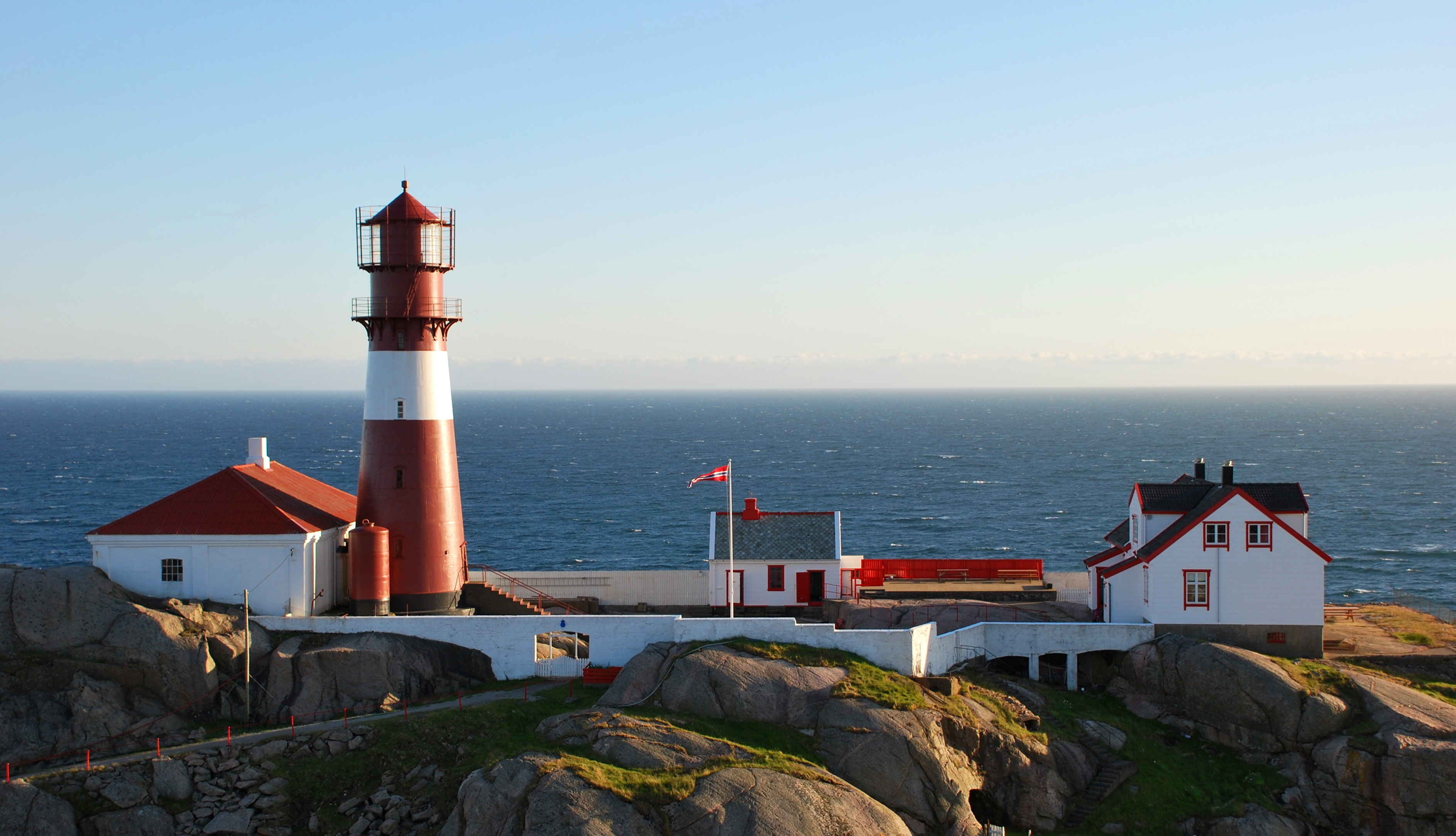
Station de Ryvingen
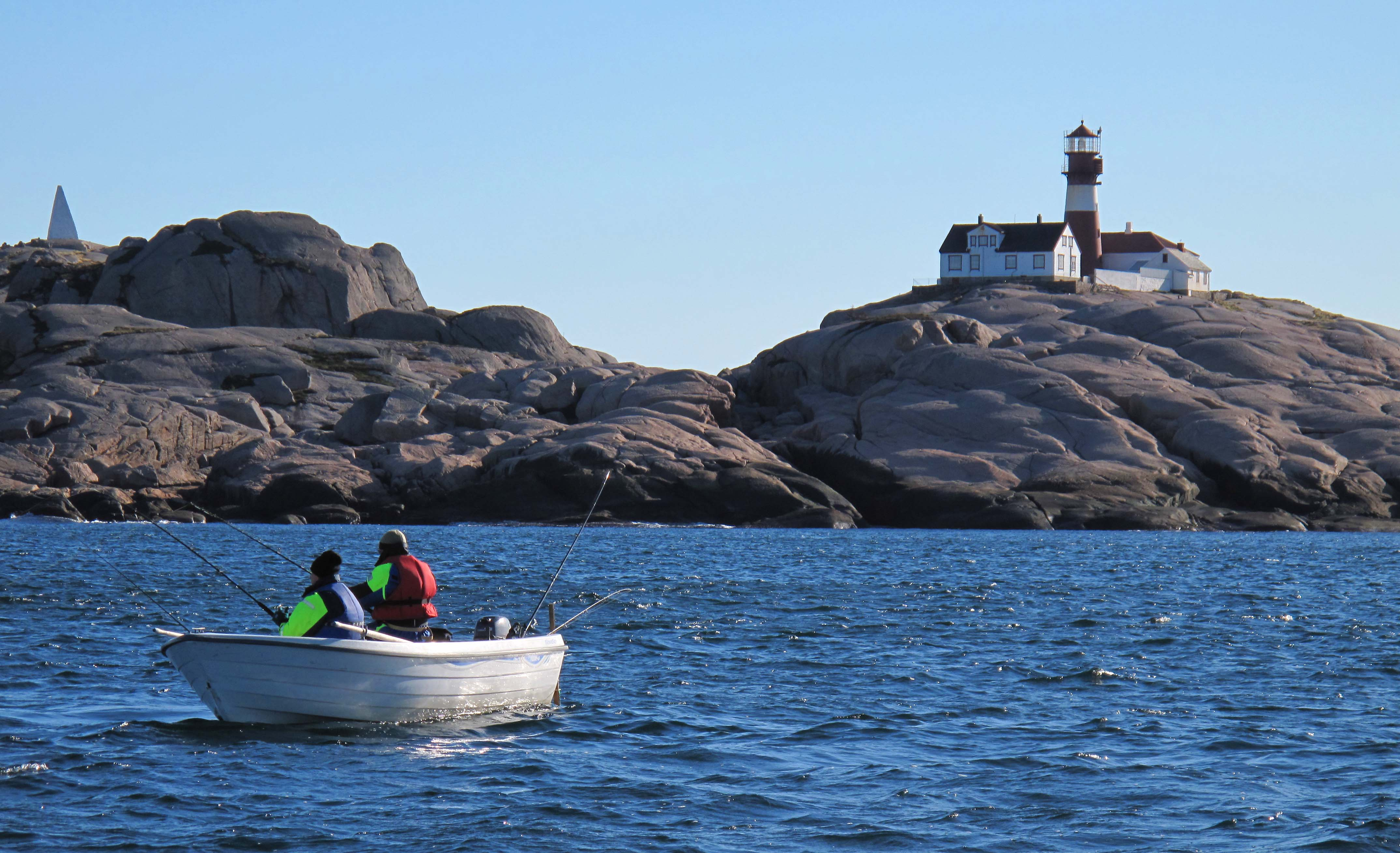
Le phare en 2009